# Cuvette
Cuvette ist ein Departement der Republik Kongo mit der Hauptstadt Owando.

## Geographie
Das Departement liegt in der Mitte des Landes und grenzt im Norden an das Departement Sangha, im Nordosten an das Departement Likouala, im Südosten an die Demokratische Republik Kongo, im Süden an das Departement Plateaux, im Südwesten an Gabun und im Nordwesten an das Departement Cuvette-Ouest. Die südliche Grenze, zu dem Departement Plateaux, wird dabei durch den Fluss Alima und seinem Quellfluss Dziélé beschrieben, die sie mehrfach kreuzen. Die Grenze zum Departement Sangha hingegen wird ein großes Stück vom Fluss Mambili und dessen Mündungsgewässer Likouala gebildet.

## Geschichte
1995 wurde der westliche Teil der Region als neue Region Cuvette-Ouest (Westcuvette) abgetrennt. Seit 2002 haben beide die Bezeichnung "Departement".

## Verwaltungsgliederung
Das Departement Cuvette ist in die Gemeinde Owando sowie folgende 10 Distrikte gegliedert (Stand 2017):
- Bokoma
- Boundji
- Loukoléla
- Makoua
- Mossaka
- Ngoko
- Ntokou
- Oyo
- Tchikapika
- Tokou